# Cyanea kunthiana
Cyanea kunthiana là loài thực vật có hoa trong họ Hoa chuông. Loài này được (Gaudich.) Hillebr. mô tả khoa học đầu tiên năm 1888.